# Pavlovac (Nagygordonya)
Pavlovac (régi magyar neve Szentpál) falu Horvátországban Belovár-Bilogora megyében. Közigazgatásilag Nagygordonyához tartozik.

## Fekvése
Belovár központjától légvonalban 26, közúton 31 km-re délkeletre, községközpontjától légvonalban 4, közúton 5 km-re délre, a Bilo-hegység délnyugati lejtői alatt, a Pavlovac-patak mentén, a patak csázmai torkolata közelében fekszik.

## Története
A régészeti leletek és a korabeli dokumentumok alapján a falu már a középkorban is jelentős hely volt. 1224-ben „Radovan” néven említik azt a várat, mely a falutól északnyugatra, a Česma partján állt és uradalmi központ volt. A mai név csak 1495-ben tűnik fel „Paulowcz” alakban. Templomát Szent Pálnak szentelték. 1501-ben említik Bertalan nevű papját is. A vár melletti település vásártartási joggal rendelkezett és magyarul „Zenithpal” néven bukkan fel a korabeli forrásokban. A 16. század közepén foglalta el a török és területe majdnem száz évig lakatlan pusztaság volt. A lakosság az ország biztonságosabb részeire menekült, míg másokat rabságba hurcoltak.
A falu területe a 17. század közepétől népesült be, amikor a török által elpusztított, kihalt területre folyamatosan telepítették be a keresztény lakosságot. A falu 1774-ben az első katonai felmérés térképén „Dorf Paulovecz” néven találjuk. A település katonai közigazgatás idején a szentgyörgyvári ezredhez tartozott.
Lipszky János 1808-ban Budán kiadott repertóriumában „Pavlovecz” néven szerepel. Nagy Lajos 1829-ben kiadott művében „Pavlovecz” néven 96 házzal, 402 katolikus és 300 ortodox vallású lakossal találjuk.
A katonai közigazgatás megszüntetése után Magyar Királyságon belül Horvát-Szlavónország részeként, Belovár-Kőrös vármegye Grubisno Poljei járásának része volt. 1857-ben 782, 1910-ben 1.429 lakosa volt. 1910-ben a népszámlálás adatai szerint lakosságának 52%-a horvát, 23%-a szerb, 21%-a cseh anyanyelvű volt. 1918-ban az új szerb-horvát-szlovén állam, majd később Jugoszlávia része lett.
1941 és 1945 között a németbarát Független Horvát Államhoz, majd a háború után a szocialista Jugoszláviához tartozott. 1991-től a független Horvátország része. 1991-ben lakosságának 67%-a horvát, 14%-a cseh, 10%-a szerb nemzetiségű volt. 2011-ben 555 lakosa volt.

## Lakossága
| Lakosság változása | Lakosság változása | Lakosság változása | Lakosság változása | Lakosság változása | Lakosság változása | Lakosság változása | Lakosság változása | Lakosság változása | Lakosság változása | Lakosság változása | Lakosság változása | Lakosság változása | Lakosság változása | Lakosság változása | Lakosság változása |
| ------------------ | ------------------ | ------------------ | ------------------ | ------------------ | ------------------ | ------------------ | ------------------ | ------------------ | ------------------ | ------------------ | ------------------ | ------------------ | ------------------ | ------------------ | ------------------ |
| 1857               | 1869               | 1880               | 1890               | 1900               | 1910               | 1921               | 1931               | 1948               | 1953               | 1961               | 1971               | 1981               | 1991               | 2001               | 2011               |
| 782                | 851                | 845                | 1.250              | 1.402              | 1.429              | 1.393              | 1.522              | 1.376              | 1.441              | 1.358              | 1.109              | 937                | 842                | 679                | 555                |

## Nevezetességei
- Pavlovac és Nagygordonya között, a Česma-folyó hídja után a főút nyugati oldalán található a helyiek által Kolonak nevezett középkori régészeti lelőhely, mely nem más, mint egy középkori várhely. Nevét a rét közepén fekvő beerdősült terület kerek alakjáról kapta. Központi része 40-50 méterre emelkedik ki környezetéből, négy árok és falak maradványai övezik. A korabeli dokumentumok alapján az először 1224-ben „Radowan” néven említett várral azonosítják, melyben egy Szent Pálnak szentelt templom is állt. A mai név csak 1495-ben tűnik fel „Paulowcz” alakban. Az egykori vár területére való belépést ma is megnehezíti a sáncok között hosszú ideig megmaradó víz. A helyet amatőr régészek többször is kutatták. A zágrábi régészeti múzeum részéről Tatjana Tkalčec végzett itt feltárásokat.[7]

- Szent Péter és Pál apostolok tiszteletére szentelt római katolikus kápolnáját 1912-ben építették a falu lakói. Egyhajós, 8 méter hosszú és 4 méter széles épület, homlokzata felett harangtoronnyal. 1968-ban, 1993-ban és 1994-ben megújították.
- Szent Pantaleon tiszteletére szentelt pravoszláv kápolnáját ugyancsak 1912-ben építették a falu lakói. Egyhajós, 8 méter hosszú és 4 méter széles épület, homlokzata felett harangtoronnyal. 1968-ban, 1993-ban és 1994-ben megújították.